# Pusong
Pusong (kinesiska: 普松, 普松乡) är en socken i Kina. Den ligger i den autonoma regionen Tibet, i den sydvästra delen av landet, omkring 110 kilometer sydväst om regionhuvudstaden Lhasa.
Genomsnittlig årsnederbörd är 713 millimeter. Den regnigaste månaden är juli, med i genomsnitt 262 mm nederbörd, och den torraste är november, med 1 mm nederbörd.